# رجال وحرب
الرجال والحرب ( (بالفرنسية: Des hommes et de la guerre)‏ </link> ) هو فيلم وثائقي صدر عام 2014 للمخرج لوران بيكو رينارد. يستكشف الفيلم الإرث النفسي للحرب على مجموعة من المحاربين القدامى الأميركيين العائدين من الصراعات في العراق وأفغانستان. يتلقى الرجال العلاج من الصدمات في The Pathway Home، وهو برنامج علاج سكني على أراضي دار المحاربين القدامى في يونتفيل، كاليفورنيا حتى عام 2018. على مدار خمس سنوات، يشاركون في جلسات علاج جماعي وجلسات فردية ويحولون صدماتهم تدريجيًا إلى روايات عن البقاء على قيد الحياة قبل العودة إلى ديارهم مع زوجاتهم وأطفالهم وآبائهم. عرض الفيلم لأول مرة في قسم العروض الخاصة في مهرجان كان السينمائي لعام 2014. فاز الفيلم بجائزة VPRO IDFA لأفضل فيلم وثائقي طويل في مهرجان أمستردام الدولي للأفلام الوثائقية عام 2014. وقد حصل الفيلم على ترشيح لجائزة الفيلم الأوروبي لأفضل فيلم وثائقي في حفل توزيع جوائز الفيلم الأوروبي السابع والعشرين وتم عرضه في أسبوعي الأفلام الوثائقية في متحف الفن الحديث.
أوقفت دار باثواي عملياتها إلى أجل غير مسمى ووضعت مرضاها في برامج أخرى بعد أن قتل مسلح ثلاثة من أفراد الطاقم في جريمة قتل وانتحار عام 2018. 

## إنتاج
كان الفيلم إنتاجًا مشتركًا بين شركة Alice Films في فرنسا وشركة Louise Productions في سويسرا. وله فيلم ثلاثة محررين عملوا على الفيلم لسنوات: إيزيدور بيثيل (منتج مشارك أيضًا)، وصوفي برونيت، وشارلوت بويجول. يوجد الفيلم بأربعة إصدارات: النسخة الأصلية التي تبلغ مدتها 142 دقيقة للمهرجان والمسرح الفرنسي، نسخة مدتها 96 دقيقة لإصدار الفيلم في الولايات المتحدة على قناة Kino Lorber،  نسخة مدتها 90 دقيقة لبث الفيلم على قناة POV في الولايات المتحدة، ونسخة مدتها 102 دقيقة لبثه الفرنسي على قناة France 2.

## عروض
عند العرض الأول له عالميًا، نال الفيلم إشادة كبيرة من الصناعة. وصفه هوليوود ريبورتر بأنه "تجربة لا تُنسى إلى حد ما" وكتبت فارايتي أن "فيلم لوران بيكو رينارد الوثائقي الدقيق عن صدمات الحرب يوفر شهادة حيوية". فاز الفيلم بجائزة لجنة التحكيم الكبرى للأفلام غير الخيالية السينمائية في مهرجان ليتل روك السينمائي والتقدير الخاص في مهرجان سان فرانسيسكو السينمائي الدولي، حيث لاحظت لجنة التحكيم " أن فيلم Of Men and War يجعلنا نفهم أهوال الحرب دون أن يظهر لنا أبدًا إطارًا واحدًا من المعركة، مما يوفر الوصول إلى علم النفس الداخلي الذي لم ير معظم المشاهدين من قبل في قطعة بسيطة من الأفلام غير الخيالية منظمة بإحكام ومحررة بشكل جميل". ومن هناك، تم إصداره في دور العرض في فرنسا والولايات المتحدة وتلقى إشادة نقدية ساحقة، بما في ذلك درجة 100٪ على موقع Rotten Tomatoes . الفيلم هو أحد اختيارات النقاد في صحيفة نيويورك تايمز .

## روابط خارجية
رجال وحرب  في قاعدة بيانات الأفلام على الإنترنت (بالإنجليزية)